# Чохур-Убаши
Чохур-Убаши-тайши (встречающиеся в литературе варианты написания имени: Чокур-Убаши, Ахай-Чокур, Чуукур-Убаши) собственное имя — Чохур (калм. Чоhр; ум. предположительно в 1684 году) — представитель ойратского рода Чорос, сын Хара-Хула-тайши и потомок в седьмом колене Эсэн-тайши (1407—1454). Родной брат основателя и первого хунтайджи Джунгарского ханства Батура-хунтайджи, активный сподвижник распространения тибетского буддизма школы Гелуг в Ойратском союзе. Доводился тестем главного торгутского тайши Шукур-Дайчина.